# Richard von Süßkind-Schwendi
 Richard Karl Gottlob Wilhelm Friedrich Philipp Freiherr von Süßkind-Schwendi (* 3. Juli 1854 in Schwendi; † 20. Dezember 1946 in Bächingen an der Brenz) war ein preußischer General der Infanterie, Herr auf Bächingen und Ehrenkommendator des Johanniterordens.

## Leben

### Herkunft
Richard war ein Sohn des württembergischen Kammer- und Majoratsherrn auf Schwendi Theodor Freiherr von Süßkind-Schwendi (1823–1905) und dessen Ehefrau Karoline, geborene Freiin von Woellwarth (1831–1912) aus dem Hause Lauterburg. Seine älteste Schwester Amalie Freiin Seutter von Lötzen (1852–1939) war mit dem württembergischen Generalleutnant Wilhelm Seutter von Lötzen (1839–1922) verheiratet.

### Militärkarriere
Süßkind besuchte Gymnasiumen in Ulm und Schönthal. Nach seinem Abitur trat er am 5. November 1872 als Dreijährig-Freiwilliger mit Aussicht auf Beförderung in das Kaiser Franz Garde-Grenadier-Regiment Nr. 2 der Preußischen Armee ein. Dort avancierte er bis Mitte Oktober 1874 zum Sekondeleutnant und war vom 1. Oktober 1878 bis zum 13. Januar 1880 Adjutant des Füsilier-Bataillons. Anschließend kommandierte man ihn zur Dienstleistung beim Prinzen Alexander von Preußen. In dieser Stellung stieg Süßkind am 10. Juni 1884 zum Premierleutnant auf und absolvierte ab 1. Oktober für drei Jahre die Kriegsakademie. Im Anschluss daran folgte seine Kommandierung zum Großen Generalstab. Am 16. Februar 1889 wurde Süßkind unter Beförderung zum Hauptmann zum Generalstab der Armee versetzt und gleichzeitig als Militärattaché zur Kaiserlichen Botschaft nach Paris kommandiert. Unter Entbindung von seinem Kommando in Paris wurde er am 2. August 1894 zum persönlichen Adjutanten des Prinzen Alexander von Preußen ernannt und kurz darauf zum Major befördert. In dieser Eigenschaft erhielt er das Ritterkreuz des Königlichen Hausordens von Hohenzollern. Nach dem Tod des Prinzen folgte am 15. Februar 1896 seine Versetzung in das 4. Garde-Regiment zu Fuß. Hier fungierte Süßkind als Kommandeur des II. Bataillons, ehe er am 2. November 1897 in den Generalstab der Armee zurückversetzt, und erneut als Militärattaché an die Botschaft nach Paris kommandiert wurde. Ausgezeichnet mit dem Offizierskreuz der Ehrenlegion kehrte er nach zwei Jahren nach Deutschland zurück und wurde unter Verleihung des Charakters als Oberstleutnant dem Kaiser Franz Garde-Grenadier-Regiment Nr. 2 aggregiert. Am 27. Januar 1900 rückte Süßkind zum Stab des Regiments auf und war dort die kommenden drei Jahre tätig. Anschließend fungierte er als Kommandeur des Landwehr-Bezirks Berlin I und wurde in dieser Eigenschaft am 18. April 1903 zum Oberst befördert. Am 22. April 1905 ernannte man Süßkind zum Kommandeur des Füsilier-Regiments „von Gersdorff“ (Kurhessisches) Nr. 80 in Wiesbaden. Daran schloss sich am 21. Mai 1907 unter gleichzeitiger Beförderung zum Generalmajor seine Ernennung zum Kommandeur der 41. Infanterie-Brigade in Mainz an. Am 4. Juli 1910 beauftragte man Süßkind mit der Führung der 5. Division und mit der Beförderung zum Generalleutnant ernannte man ihn am 10. September 1910 zum Kommandeur dieses Großverbandes. Dieses Kommando gab Süßkind ab und wurde mit Wirkung vom 1. Oktober 1912 als Nachfolger des Generals der Infanterie Paul von Hoepfner zum Inspekteur der Landwehr-Inspektion Berlin im Bereich des III. Armee-Korps ernannt.
Bei Ausbruch des Ersten Weltkriegs wurde Süßkind mit der Ernennung zum Kommandeur der 2. Garde-Reserve-Division ein aktives Truppenkommando übertragen und als solcher erhielt er am 19. August 1914 den Charakter als General der Infanterie. Am 13. September 1914 wurde er von seiner Stellung entbunden und für die weitere Dauer des Krieges als Kommandierender General des Stellvertretenden Generalkommandos des XV. Armee-Korps in Straßburg verwendet. In dieser Eigenschaft erhielt er am 4. November 1916 das Patent zu seinem Dienstgrad. Er war Inhaber des Roten Adlerordens sowie des Kronenordens I. Klasse.

### Familie
Süßkind hatte sich am 19. März 1901 in Berlin mit Ilse von Winterfeld (* 1876), Tochter des Generals der Infanterie Hugo von Winterfeld verheiratet. Aus der Ehe gingen folgende Kinder hervor:
- Max Theodor (* 1902), deutscher Oberstleutnant a. D., Herr auf Bächingen ⚭ Dorothee Freiin von Woellwart-Lauterburg (* 1907)
- Hugo (* 1903; † in sowjetischer Gefangenschaft), deutscher Oberst ⚭ Wera Barlow (* 1906)
- Alexander (1903–1973), deutscher Ministerialbeamter.

⚭ 1. Oktober 1936 in Niedergebra Elisabeth Gräfin Hagen (1909–1946)
⚭ 5. Mai 1951 in Bad Godesberg Antonia Gräfin Droste zu Vischering (* 1916)
- Agnes (1908–1981) ⚭ Theodor von Sponeck (1896–1982), deutscher Generalleutnant. Nach der Scheidung heiratete sie am 6. Dezember 1947 in Heidelberg den Kaufmann Ulrich von Müller.